# Neil Affleck
 (février 2012).
Si vous disposez d'ouvrages ou d'articles de référence ou si vous connaissez des sites web de qualité traitant du thème abordé ici, merci de compléter l'article en donnant les références utiles à sa vérifiabilité et en les liant à la section « Notes et références ».
Pour les articles homonymes, voir Affleck.
Neil Affleck est un acteur et réalisateur canadien né en 1953 à Montréal. Il a réalisé des épisodes pour Les Simpson et pour Les Griffin. Il a fondé en 1977 le studio canadien Nelvana.

## Filmographie

### Acteur

#### Cinéma
- 1980 : Oh Heavenly Dog : Postie No. 2
- 1981 : Accroche-toi, j'arrive : Etudiant #1
- 1981 : Meurtres à la St-Valentin : Axel
- 1981 : Scanners : Medical Etudiant in Mall
- 1982 : Meurtre par téléphone (Murder by Phone) de Michael Anderson : Phone Tracer
- 1982 : Terreur à l'hôpital central : Police Officer
- 1983 : Cross Country : Det. Kibbee
- 1987 : Wild Thing : Det. Walt
- 2016 : Almost Adults : Richard (en tant que James Neil Affleck)
- 2017 : Defective : Breckeridge
- 2018 : Dark Sunrise
- Date inconnue : The Duchess of Cancun
- Date inconnue : The Ghost Is a Lie

#### Courts-métrages
- 2015 : Unannounced
- 2017 : Sandman: 24 Hour Diner

#### Télévision
Séries télévisées
- 2016 : American Lawmen : Allan Pinkerton
- 2016-2017 : Petrol : The Employer / The Employer (Manny) / Manny Emanuel / ...
- 2017 : Bedtime Stories for Men : Svladd
- 2017 : Canada: The Story of Us : Capitaine Le Testu
- 2017 : Collision Course : Steve Connolly
- 2017 : Fear Thy Neighbor : Erwin

Téléfilms
- 1983 : Le rêve de Frances : Actor #2

### Réalisateur

#### Télévision
Séries télévisées
- 1997-2000 : Les Simpson
- 1999 : Les Griffin
- 2000 : Seven Little Monsters
- 2004-2009 : Miss Spider
- 2009 : Pearlie (en)
- 2011-2012 : Mike the Knight